# Harapa
Harapa (pandžabska izgovorjava: [ɦəɽəˈpaː]) je arheološko najdišče v Pandžabu v Pakistanu, približno 24 kilometrov zahodno od Sahivala. Bronastodobna harapska civilizacija, ki se zdaj bolj pogosto imenuje Indska civilizacija, je dobila ime po mestu, ki je dobilo ime po sodobni vasi blizu nekdanjega toka reke Ravi, ki zdaj teče osem kilometrov proti severu  Jedro harapske civilizacije se je razprostiralo na velikem območju, od Gudžarata na jugu, čez Sindh in Radžastan ter segala v Pandžab in Harjano. Številna najdišča so bila najdena zunaj osrednjega območja, vključno z nekaterimi daleč na vzhodu do Utar Pradeša in zahodno do Sutkagen-dorja na Makranski obali v Beludžistanu, nedaleč od Irana.
Na mestu starodavnega mesta so ruševine utrjenega mesta iz bronaste dobe, ki je bilo del harapske civilizacije s središčem v Sindu in Pandžabu, nato pa kulture pokopališča H. Mesto naj bi imelo kar 23.500 prebivalcev in je zasedlo približno 150 hektarjev s hišami iz glinenih opek v največjem obsegu v zreli harapski fazi (2600 pr. n. št. – 1900 pr. n. št.), ki za svoj čas velja za veliko. Po arheološkem dogovoru o poimenovanju prej neznane civilizacije po njenem prvem izkopanem mestu se civilizacija doline Inda imenuje tudi civilizacija Harapan.
Starodavno mesto Harapa je bilo pod britansko in francosko vladavino močno poškodovano, ko so opeke iz ruševin uporabili kot tirni balast pri gradnji železnice Lahore–Multan. Sedanja vas Harapa je manj kot en kilometer od starodavnega mesta. Čeprav ima sodobna Harapa zapuščeno železniško postajo iz obdobja Britanskega Raja, je danes majhno križišče s 15.000 prebivalci. Leta 2005 je bila kontroverzna shema zabaviščnega parka na tem mestu opuščena, ko so gradbeniki med zgodnjimi fazami gradbenih del odkrili številne arheološke artefakte.

## Zgodovina
Harapska civilizacija ima svoje najzgodnejše korenine v kulturah, kot je Mehrgarh, približno 6000 pr. n. št. Dve največji mesti, Mohendžo-daro in Harapa, sta nastali ok. 2600 pr. n. št. vzdolž doline reke Ind v Pandžabu in Sindu. Civilizacija z možnim pisnim sistemom, urbanimi središči, drenažno infrastrukturo in raznolikim družbenim in gospodarskim sistemom je bila ponovno odkrita v 1920-ih tudi po izkopavanjih v Mohendžo-daro v Sindhu blizu Larkane in mestih Harapanov v zahodnem Pandžabu južno od Lahoreja. Odkrita in raziskana so bila tudi številna druga najdišča, ki se raztezajo od vznožja Himalaje v vzhodnem Pandžabu, Indije na zahodu, do Gudžarata na jugu in vzhodu ter pakistanskega Beludžistana na zahodu. Čeprav je bilo arheološko najdišče v Harapi poškodovano leta 1857, ko so inženirji, ki so gradili železnico Lahore-Multan, uporabili opeko iz ruševin Harape za balast tirov, so kljub temu našli obilico artefaktov.
Zaradi znižane morske gladine so bile nekatere regije v poznem harapskem obdobju opuščene. Proti svojemu koncu je harapska civilizacija izgubila značilnosti, kot sta pisava in hidravlični inženiring. Posledično je naselje v dolini Gangesa pridobilo pomen in razvila so se mesta.
Najzgodnejša prepoznavna harapska najdišča segajo v leto 3500 pr. n. št. Ta zgodnja faza traja do okoli leta 2600 pr. n. št. Zrela faza civilizacije je trajala od 2600 pr. n. št. do 2000 pr. n. št. Takrat so bila velika mesta na vrhuncu. Nato je okoli leta 2000 pr. n. št. prišlo do stalne razgradnje, ki je trajala do leta 1400 pr. n. št. – kar se običajno imenuje pozni Harapan. Ni znakov, da so harapska mesta opustošili zavojevalci. Dokazi močno kažejo na naravne vzroke. Številne študije kažejo, da je bilo območje, ki je danes puščava Thar, nekoč veliko bolj mokro in da je podnebje postopoma postalo bolj suho.

## Kultura in gospodarstvo
Indska civilizacija je bila v bistvu urbana kultura, ki se je vzdrževala s presežno kmetijsko proizvodnjo in trgovino, slednja je vključevala trgovino z Elamom in Sumerijo v južni Mezopotamiji. Za Mohendžo-daro in Harapo je na splošno značilno, da imata »diferencirane bivalne prostore, opečne hiše z ravnimi strehami in utrjena upravna ali verska središča«. Čeprav so takšne podobnosti spodbudile argumente za obstoj standardiziranega sistema mestnih tlorisov in načrtovanja, so podobnosti v veliki meri posledica prisotnosti polortogonalne vrste mestnih tlorisov in primerjave tlorisov Mohendžo-daro in Harapa kaže, da sta v resnici urejena na precej drugačen način.
Po drugi strani pa so bile uteži in mere civilizacije doline Inda visoko standardizirane in v skladu z nastavljeno lestvico stopenj. Razpoznavni pečati so bili med drugim uporabljeni, morda za identifikacijo lastnine in pošiljke blaga. Čeprav sta bila v uporabi baker in bron, železa še niso uporabljali. »Bombaž so tkali in barvali za oblačila; gojili so pšenico, riž ter vrsto zelenjave in sadja; številne živali, vključno z grbastim bikom, so udomačili« pa tudi »kokoš za boj«. Na vseh večjih najdiščih v Indu so v izobilju našli lončenino, izdelano na vretenu – nekatere okrašene z živalskimi in geometrijskimi motivi. Centralizirana uprava za vsako mesto, čeprav ne za celotno civilizacijo, je bila sklepana iz razkrite kulturne enotnosti; vendar ostaja negotovo ali je vladala komercialna oligarhija. Harapan je imel številne trgovske poti vzdolž reke Ind, ki so segale vse do Perzijskega zaliva, Mezopotamije in Egipta. Nekatere najdragocenejše stvari, s katerimi se je trgovalo, so bile karneol in lapis lazuli.
Jasno je, da harapska družba ni bila povsem miroljubna, saj so ostanki človeških skeletov pokazali nekaj najvišjih stopenj poškodb (15,5 %) v južnoazijski prazgodovini. Preiskave harapskih okostij so pogosto odkrile rane, ki so bile verjetno povzročene v bitki. Paleopatološka analiza je pokazala, da sta bili gobavost in tuberkuloza prisotni v Harapi, z največjo razširjenostjo bolezni in travm, ki so bile prisotne v okostjih iz območja G (kostnica, ki je jugovzhodno od mestnega obzidja). Poleg tega so se stopnje kraniofacialnih travm in okužb sčasoma povečale, kar dokazuje, da je civilizacija propadla zaradi bolezni in poškodb. Bioarheologi, ki so pregledali ostanke, so predlagali, da združeni dokazi o razlikah v mrliški obravnavi in epidemiologiji kažejo, da so bili nekateri posamezniki in skupnosti v Harapi izključeni iz dostopa do osnovnih virov, kot sta zdravje in varnost.

## Trgovina
Harapi so med drugim trgovali s starodavno Mezopotamijo, zlasti z Elamom. Bombažni tekstil in kmetijski izdelki so bili primarni predmet trgovanja. Harapski trgovci so imeli tudi nabavne kolonije v Mezopotamiji, ki so služile kot trgovska središča. Prav tako so veliko trgovali z ljudmi, ki so živeli v južni Indiji, blizu današnje Karnatake, da bi od njih pridobivali zlato in baker.

## Arheologija
Arheologi najdišča so predlagali naslednjo kronologijo zasedbe Harape:
1. Ravi vidik faze Hakra, ok. 3300 – 2800 pr. n. št.
2. Kot Didžjan (zgodnja harapska) faza, ok. 2800 – 2600 pr. n. št.
3. Harapska faza, ok. 2600 – 1900 pr. n. št.
4. Prehodna faza, ok. 1900 – 1800 pr. n. št.
5. Pozna harapska faza, ok. 1800 – 1300 pr. n. št.

Zasedba iz obdobja 1 naj bi obsegala približno 7 do 10 hektarjev, vendar po izkopavanjih in najdbah keramike v gomili E, skupaj s predhodno najdeno keramiko gomile AB, nakazujejo, da bi bila faza Ravi/Hakra razširjena skupaj v obeh gomilah na 25 hektarjev.
Obdobje 2, faza Kot Didži, je bilo razširjeno v istih dveh gomilah, AB in E, ki pokrivata več kot 27 hektarjev.
V obdobju 3, fazi Harapa, je naselbina dosegla 150 hektarjev.
Daleč najbolj izvrstni in nejasni artefakti, ki so jih do danes odkrili, so majhni kvadratni pečati iz steatita (milnega kamna), na katerih so vgravirani človeški ali živalski motivi. Veliko število tjulnjev je bilo najdenih na mestih, kot sta Mohendžo-daro in Harapa. Številni medvedji piktografski napisi, za katere se na splošno misli, da so oblika pisave. Kljub prizadevanjem filologov iz vseh delov sveta in kljub uporabi sodobne kriptografske analize, znaki ostajajo nedešifrirani. Prav tako ni znano ali odražajo protodravidske ali druge nevedske jezike. Pripisovanje ikonografije in epigrafike civilizacije doline Inda zgodovinsko znanim kulturam je izjemno problematično, deloma zaradi precej šibkih arheoloških dokazov za takšne trditve, pa tudi zaradi projekcije sodobnih južnoazijskih političnih skrbi na arheološke zapise tega območja.
Februarja 2006 je šolski učitelj v vasi Sembian-Kandijur v Tamil Naduju odkril kamniti kelt (orodje) z napisom, ki naj bi bil star do 3500 let.
 Indijski epigrafist Iravatham Mahadevan je domneval, da so bili štirje znaki v indski pisavi in najdbo označil za »največje arheološko odkritje stoletja v Tamil Naduju«. Na podlagi teh dokazov je predlagal, da je jezik, ki se uporablja v dolini Inda, dravidskega izvora. Vendar odsotnost bronaste dobe v južni Indiji v nasprotju z znanjem o tehnikah izdelave brona v kulturah doline Inda postavlja pod vprašaj veljavnost te hipoteze.
Območje poznega harapskega obdobja je obsegalo območja Daimabad, Maharaštra in Badakšan v Afganistanu. Območje, ki ga je pokrivala ta civilizacija, bi bilo zelo veliko z razdaljo okoli 2400 kilometrov.

## Simboli podobni indski pisavi
Glinene in kamnite plošče, izkopane v Harapi, ki so bile z ogljikom datirane 3300–3200 pr. n. št., vsebujejo oznake v obliki trizoba in rastlinam. »Veliko vprašanje je, ali lahko temu, kar smo našli, rečemo prava pisava, vendar smo našli simbole, ki so podobni tistemu, kar je postalo indska pisava«, je dejal dr. Richard Meadow z univerze Harvard, direktor arheološkega raziskovalnega projekta Harapa. Ti primitivni simboli so postavljeni nekoliko prej kot primitivno pisanje Sumercev iz Mezopotamije, datirano okoli 3100 pr. n. št. Te oznake so podobne tistemu, kar je kasneje postalo indska pisava, ki še ni bila popolnoma dešifrirana.